# نظرية عرقية نقدية
النظرية العرقية النقدية هي إطار نظري في العلوم الاجتماعية يستخدم النظرية النقدية لدراسة المجتمع والثقافة من حيث صلتهما بتصنيفات العرق والقانون والسلطة. بدأت النظرية كحركة نظرية داخل كليات الحقوق الأمريكية في منتصف إلى أواخر الثمانينيات كإعادة صياغة للدراسات القانونية المهمة حول قضايا العرق، وهي تدور بشكل خاص حول موضوعين شائعين: أولاً، تقترح النظرية العرقية النقدية أن تفوق البيض والسلطة العرقية يُحافظ عليهما بمرور الوقت، وأن القانون بالتحديد قد يلعب دورًا في هذه العملية. ثانياً، فحص عمل النظرية العرقية النقدية إمكانية تحويل العلاقة بين القانون والسلطة العرقية، وسعت النظرية بشكل أوسع إلى مشروع لتحقيق التحرر العنصري ومكافحة التبعية. ومن بين الباحثين المهمين في هذه النظرية ديريك بيل، وباتريشيا ويليامز، وريتشارد ديلجادو، وكيمبرلي ويليامز كرينشو، وكامارا فيليس جونز، وماري ماتسودا. بحلول عام 2002، قدمت أكثر من 20 كلية حقوق أمريكية وثلاث كليات قانونية على الأقل في بلدان أخرى دورات أو فصول دراسية عن النظرية وقامت بتغطيتها بشكل أساسي. تُدرس النظرية وتُبتكر في مجالات التعليم، والقانون، والعلوم السياسية، ودراسات المرأة، والدراسات الإثنية، والتواصل، والدراسات الأمريكية. يعتقد الكثير من الناس أن النظرية العرقية النقدية وجهة نظر مهمة جدًا فيما يخص العرق والعنصرية في أمريكا.
ينتقد نقاد النظرية، مثل ريتشارد بوسنر وأليكس كوزينسكي، أسسها النابعة من حركة ما بعد الحداثة واعتمادها على النسبية الأخلاقية، والبنيوية الاجتماعية، وغيرها من المبادئ المتعارضة مع الليبرالية الكلاسيكية.

## التعريف
وفقًا لمدرسة الشؤون العامة بجامعة كاليفورنيا في لوس أنجلوس:
تعترف النظرية العرقية النقدية بأن العنصرية متأصلة في نسيج المجتمع الأمريكي ونظامه. ليس من الضروري وجود عنصرية فردية لكي يتم ملاحظة أن العنصرية المؤسسية منتشرة في الثقافة المهيمنة. هذه هي العدسة التحليلية التي تستخدمها النظرية لفحص هياكل السلطة الحالية. تحدد النظرية أن هياكل القوة هذه تستند إلى امتياز البيض وتفوقهم، وهو ما يديم تهميش الأشخاص الملونين.
عرف الباحث القانوني روي ل. بروكس النظرية العرقية النقدية على أنها «مجموعة من المواقف النقدية ضد النظام القانوني القائم من وجهة نظر مستندة على العرق»، ويقول:
إنها تركز على الطرق المختلفة التي تؤثر بها التقاليد المتوارثة في القانون سلبًا على الأشخاص الملونين ليس كأفراد بل كمجموعة. وبالتالي، تحاول النظرية العرقية النقدية تحليل القانون والتقاليد القانونية من خلال التاريخ والتجارب المعاصرة والحساسيات العرقية للأقليات العرقية في هذا البلد. والسؤال الذي يكمن دائمًا في خلفية هذه النظرية هو: ما الذي سيكون عليه المشهد القانوني اليوم إذا كان الأشخاص الملونين هم صناع القرار؟

## الأصول
يجادل كل من كيمبرلي كرينشو ونيل ت. جوتاندا وغاري بيلر وكيندال توماس بأن حدثين كانوا أساسيين لظهور النظرية العرقية النقدية: الدورة البديلة لعام 1981 حول العرق في كلية الحقوق بجامعة هارفارد، والتي درسها ديريك بيل؛ ومؤتمر الدراسات القانونية النقدية لعام 1987 حول الصمت والعرق.

## المواقف النقدية
تعتمد النظرية العرقية النقدية على أولويات ووجهات نظر كل من الدراسات القانونية النقدية ومنحة الحقوق المدنية التقليدية، بينما تنافس هذان المجالان بحدة في الوقت آنه. تصف أنجيلا ب. هاريس النظرية بأنها تتشارك «الالتزام برؤية تسعى للتحرر من العنصرية من خلال الهدف الصحيح» مع تقليد الحقوق المدنية. إنها تفكك بعض الأسس والحجج في النظرية القانونية وتؤكد في الوقت نفسه أن الحقوق المبنية على أساس قانوني مهمة للغاية. تلتزم النظرية العرقية النقدية من وجهة نظر أنجيلا ب. هاريس كما وصفها ديريك بيل، بالنقد الراديكالي للقانون (الذي هو بالأساس قائم على التفكيك)، والتحرر الراديكالي عن طريق القانون (وهو بالأساس قائم على إعادة البناء).
تُوفر العناصر النظرية للنظرية العرقية النقدية من قبل مجموعة متنوعة من المصادر.